# Mimetismo batesiano

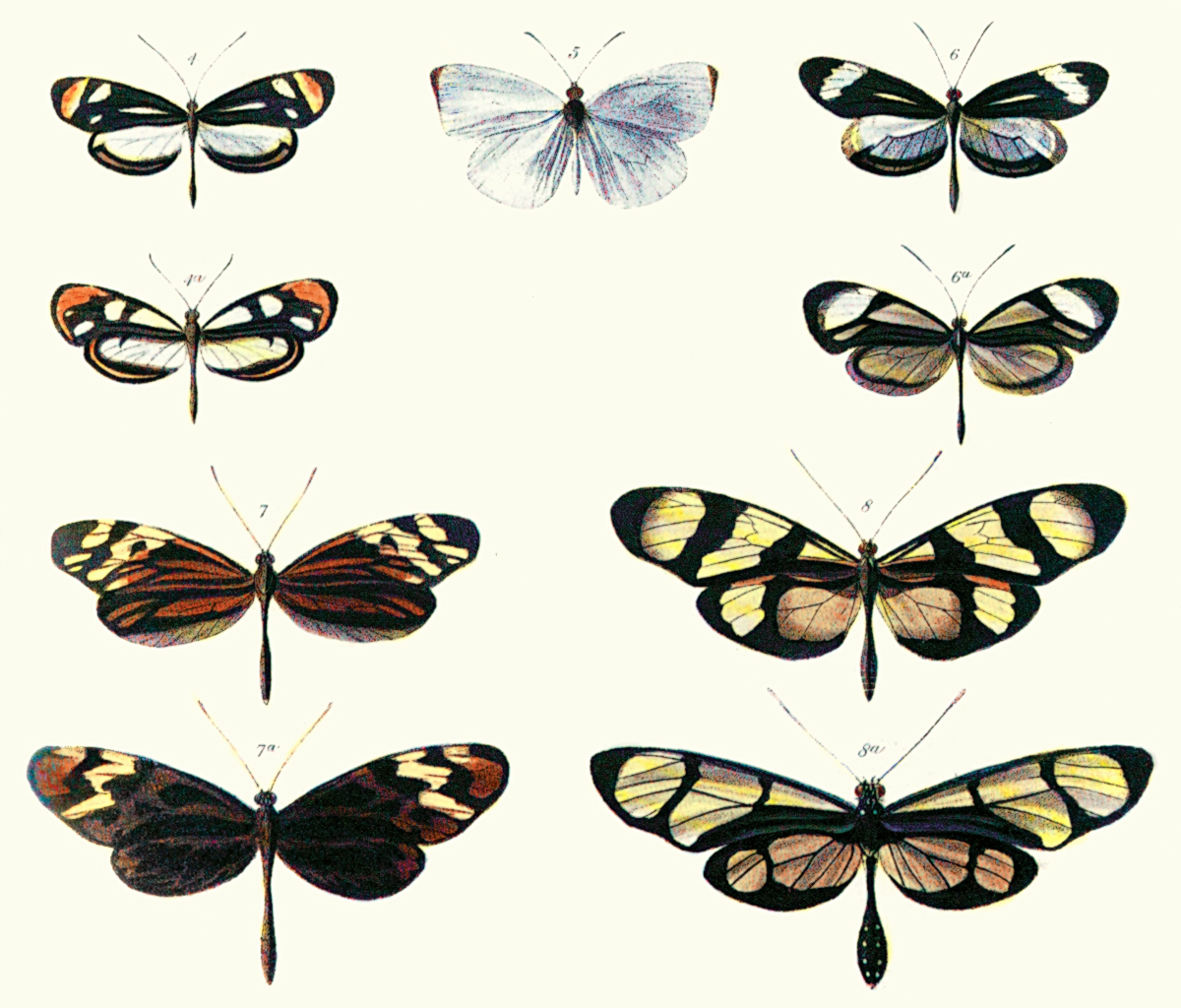
Placa de Bates (1862) ilustrando mimetismo batesiano entre espécies de Dismorphia (primeira e terceira fila) e vários Ithomiini (Nymphalidae) (segunda e quarta fila).

Mimetismo batesiano é uma forma de mimetismo em que uma espécie evolui características morfológicas ou outras que a fazem parecer com outra espécie considerada repugnante pelo predador, concedendo-lhe uma certa protecção contra predação. O mecanismo foi proposto por Henry Walter Bates, após o seu trabalho nas florestas tropicais do Brasil.

## Descoberta
Algumas espécies exibem uma coloração aposemática, mas não possuem qualidades nocivas por trás desse aviso. Esse fenômeno é chamado de Mimetismo Batesiano, em homenagem ao naturalista Henry Walter Bates, que primeiro descreveu esse tipo de mimetismo ao observar borboletas na América do Sul.
Bates observou que as espécies de uma família de borboletas que possuíam um cheiro muito desagradável confundiam-se com outras sem essa propriedade e que pertenciam a outra família. As borboletas era tão parecidas morfologicamente que apenas era possível distingui-las depois de examinar cada detalhe. Henry W. Bates chegou à conclusão que as borboletas inofensivas eram protegidas por parecerem com as de odor desagradável, e elas não eram atacadas por seus predadores habituais.

## Descrição
O mimetismo batesiano consiste em uma ou algumas espécies palatáveis entrarem, pelo efeito da seleção natural, em processo de imitação de uma espécies não-palatável. É caracterizado por espécies aposemáticas que podem ser imitadas em padrão de coloração e/ou outras características por espécies palatáveis, ganhando proteção contra predadores visualmente orientados. É um tipo de mimetismo em que uma espécie não venenosa (mímicos batesianos) mimetiza uma espécie venenosa.
Mímicos batesianos estão sujeitos a seleção dependente de frequência, onde suas densidades devem ser menores do que a dos modelos. O mimetismo batesiano é prejudicial para a espécie modelo uma vez que alguns predadores encontrarão espécies miméticas palatáveis e inofensivas e, por conseguinte, requererão mais tempo para aprenderem a evitar a espécie modelo. Quanto maior for a proporção entre espécies miméticas e a espécie modelo, maior será o tempo requerido para a aprendizagem do predador e maior será o número de mortes da espécie modelo.
Em 1865 algumas leis foram estabelecidas para o mimetismo, por	 Henry Walter Bates: a espécie mimética ocorre na mesma área e época do ano que o modelo; os miméticos são sempre menos protegidos; os miméticos são sempre menos numerosos e menos prolíficos; os miméticos sempre pertencem a um grupo sistemático diverso do grupo de seus modelos; e a semelhança nunca se estende a caracteres internos que não afetam o aspecto exterior.
Papilio dardanus (Papilionidae) é um dos lepidópteros polimórficos mais conhecidos. Esta espécie está restrita à região Etiópica, havendo oito raças ao longo de sua distribuição. O polimorfismo existente em P. dardanus é interpretado com uma estratégia antipredatória, pois as diferentes formas são mímicos batesianos de outras espécies de borboletas que vivem no mesmo ambiente e que são altamente impalatáveis.